# علی بیگدلی
علی بیگدلی (۱۳۲۲، قم)، استاد دانشگاه، کارشناس مسائل بین‌المللی، تاریخدان و پژوهشگر عصر معاصر است. تخصص او در زمینه تاریخ اروپا است و بیشترین آموزش او در زمینه علوم سیاسی در حوزه تاریخ اندیشه سیاسی و تاریخ روابط بین‌الملل بوده و در این زمینه‌ها نیز کتاب‌هایی را تألیف کرده‌است.
تا کنون بیش از ده جلد کتاب و بیش از پنجاه مقاله از او در نشریات معتبر به چاپ رسیده، و نیز بیش از صد مصاحبهٔ رادیویی و تلویزیونی از وی پخش شده‌است.

## زندگی
علی بیگدلی در سال ۱۳۲۲ در شهر قم به دنیا آمد. او دارای دکترای تاریخ (با موضوع سلجوقیان و جنگ‌های صلیبی) از دانشگاه تولوز در جنوب فرانسه است. وی عضو هیئت علمی و استاد گروه تاریخ (متخصص تاریخ اروپا) دانشگاه شهید بهشتی است. بیگدلی در سال ۱۳۸۵ پس از چهل و چهار سال و شش ماه خدمت در عرصه علم بازنشسته شد.

### خاطرات کودکی
علی بیگدلی علاوه بر تحصیل به ورزش دو و میدانی علاقه زیادی داشت، به‌طوری که در این رشته به فعالیت پرداخت و به مقام قهرمانی استان تهران دست یافت. او در موسیقی نیز در زمینه‌های آواز، تنبک و تار به‌طور مختصر تحت آموزش بوده‌است.

### تحصیلات رسمی و حرفه‌ای
علی بیگدلی تحصیلات ابتدایی و متوسطه را در شهر محل زادگاهش، قم، انجام داد، و دیپلمش را اخذ کرد. پس از آن (تجربه کارمندی در سفیدرود) در سال ۱۳۴۶ در رشتهٔ حقوق دانشگاه ملی با رتبهٔ سیزده پذیرفته شد، ولی به دلیل اشتغال در آموزش و پرورش، نمی‌توانست روزها به تحصیل بپردازد. بالاخره در سال ۱۳۴۷ به صورت شبانه‌روزی در مدرسه عالی ادبیات و زبان‌های خارجی در رشتهٔ ادبیات فرانسه به تحصیل پرداخت.
در سال ۱۳۵۰ پس از اخذ کارشناسی رشتهٔ مذکور، عازم فرانسه شد و جامعه‌شناسی را ادامه داد، ولی به علت علاقه به رشتهٔ تاریخ، در دانشگاه تولوز در جنوب فرانسه به تحصیل رشتهٔ تاریخ پرداخت، و دورهٔ دکتری را نیز روی سلجوقیان و جنگ‌های صلیبی کار کرد.

### فعالیت‌های ضمن تحصیل
علی بیگدلی در کنار تحصیل به مدت دوازده سال به شغل روزنامه‌نگاری در روزنامه‌های اطلاعات، آیندگان و مجله سیاه و سفید اشتغال داشت. بهترین خاطره از دوران خبرنگاری آشنایی با مقامات اجرایی کشور بود. پس از انقلاب اسلامی بیش از صد برنامه مصاحبه رادیویی، تلویزیونی و بیش از صد و بیست مصاحبه مطبوعاتی در لیست کارنامه کاری خود دارد.

### همسر و فرزندان
علی بیگدلی در سال ۱۳۵۱ با همسر خود، که هم‌اکنون بازنشستهٔ آموزش و پرورش است، ازدواج کرد. ماحصل این ازدواج، دو فرزند پسر به نام‌های سینا و عطا دارد.

### مشاغل و سمت‌های مورد تصدی
علی بیگدلی پس از اخذ دیپلم خود در سال ۱۳۴۴ در اداره آب و برق سفیدرود مشغول به کار شد. وی پس از اخذ مدرک کارشناسی ارشد، در وزارت راه و ترابری به فعالیت پرداخت، و در سن سی‌ودو سالگی مدیر کل آموزش گردید. سپس عضو هیئت مدیرهٔ یکی از شرکت‌های تابعهٔ این وزارتخانه شد. از سال ۱۳۵۸ تا ۱۳۶۱ معاونت اداری مالی سازمان هواپیمایی کشوری و سازمان هواشناسی را بر عهده گرفت. وی همچنین برای مدت کوتاهی مسئولیت معاونت وزارت راه و ترابری را در سازمان هواپیمایی کشوری را بر عهده داشت.

### فعالیت‌های آموزشی
علی بیگدلی از سال ۱۳۵۳ تا ۱۳۶۱ در بیش از ده دانشگاه و مدرسه عالی به تدریس پرداخته‌است. تخصص او در زمینهٔ تاریخ اروپا است، و بیشترین آموزش او نیز در زمینهٔ علوم سیاسی در حوزهٔ تاریخ اندیشه سیاسی و تاریخ روابط بین‌الملل بوده‌است. وی تا مقطع دکتری این رشته به تدریس پرداخته‌، و کتب درسی این حوزه را نیز تألیف کرده‌است.
تألیفات:
- تاریخ اروپا در قرون جدید، انتشارات دانشگاه پیام نور
- تاریخ اندیشه سیاسی در غرب (دو جلد)
- تاریخ سیاسی-اقتصادی عراق
- تاریخ فرهنگ و تمدن اروپا در دوران جدید
- سیاست خارجی رضا شاه، درسها و عبرتها، نشر الف
- تاریخ یونان و روم، انتشارات دانشگاه پیام نور
- ترورهای سیاسی در تاریخ معاصر ایران (دو جلد)
- کرونولوژی مسیحیت و قرون وسطی
- تاریخ اروپا در قرون وسطی، انتشارات دانشگاه پیام نور

ترجمه‌ها:
- تاریخ روابط بین‌الملل
- شیخ نشین‌های خلیج فارس و مسئله نفت

مقالات و مصاحبه‌ها:
۱۳۸۵ - مشروطه ایرانی، انقلاب نیست
۱۳۸۷ - تحرکات جدید اروپا در برابر ایران هسته‌ای